# Karanac
Karanac (mađ. Karancs, narodski i zastarjelo Karanča), naselje u Općini Kneževi Vinogradi, Osječko-baranjska županija.

## Zemljopisni položaj
Karanac je smješten na južnim padinama Banske kose u Baranji, u mikroregiji Banske kose Istočnohrvatske ravnice. Udaljen je 4 km zapadno od općinskog sjedišta Kneževih Vinograda i 15? km (cestom) od Belog Manastira. Leži na nadmorskoj visini od 114 m. Nalaze se s lijeve strane državne ceste D212 (D7 – Kneževi Vinogradi – GP Batina) i na lokalnoj cesti L44010 (Kneževi Vinogradi /D212/ - Kamenac – Karanac – Kozarac /D7/).
Autobusnim vezama povezan je s Belim Manastirom, Kneževim Vinogradima, Batinom i Somborom.

## Stanovništvo
- Kolonizacija Nijemaca u ove krajeve počela je također za vrijeme Leopolda I. u 17. stoljeću, a nastavila se pod vladavinom Josipa I., Karla VI., Marije Terezije i završila se vladavinom Josipa II. kada je dostigla vrhunac.
- Po završetku prvog svjetskog rata 1918. godine u Karanac se doseljavaju Srbi iz mađarskog dijela Baranje.
- Po završetku drugog svjetskog rata u njemačke (švapske) kuće se naseljavaju kolonisti iz Dalmacije, Međimurja i Banije.
- Od 1953. godine se naseljavaju Hercegovci.
- Od 1961. godine se naseljavaju Srbi iz Bosne

| broj stanovnika | 1037  | 1525  | 1474  | 1679  | 1680  | 1665  | 1674  | 1886  | 1469  | 1569  | 1773  | 1670  | 1491  | 1466  | 1065  | 926   | 658   |
|                 | 1857. | 1869. | 1880. | 1890. | 1900. | 1910. | 1921. | 1931. | 1948. | 1953. | 1961. | 1971. | 1981. | 1991. | 2001. | 2011. | 2021. |

## Povijest
Karanac se prvi put spominje 1357. godine pod imenom Karancs u darovnici ugarskog kralja Ljudevita iz dinastije Anžuvinaca, koji su vladali Ugarskom 40 godina od 1342. – 1382. godine. Ovo naselje imalo je status kraljevskog sela i bilo je darovano vlastelinu Besenyő Györgyu.
Od 1390. do 1428. godine, izdane su od ugarskog kralja Žigmunda tri darovnice kojima je mjesto Karanac darovao odanim vlastelinima na korištenje i upravljanje imanjem. Postoje i dvije darovnice iz 1468. i 1474. godine od ugarskog kralja Matije Korvina. U njima se više ne spominje Karancs kao kraljevo selo, već kao grad (vár) pod imenom Karancs-vár. Slično kao što je u ono vrijeme bio Baranya-vár današnji Branjin Vrh. Karancs-vár se u ono vrijeme nalazio zapadno od današnjeg sela i bio je opkoljen šancima. U njemu je bila rezidencija vlastelina Pongrac Janosa kojem je ovaj grad bio darovan darovnicom iz 1474. godine.
Kada je Baranja od 1526. do 1687. godine bila pod Turcima, na prostorima današnjeg Karanca bila su tri sela: Arki, Rév i Karanča.
Selo Arki je na brdu u jednoj dolini sjeverozapadno od današnjeg sela Karanca na kojoj su danas plantaže vinograda.
Drugo selo Rév bilo je smješteno u današnjem ataru prema selu Kozarcu.
Karanča, treće selo bilo je najveće od ta tri sela i imalo je 81 domaćinstvo. Poslije odlaska Turaka službeni je ponovo bio mađarski službeni naziv Karacs.
Godine 1700., selo Karacs pripalo je Darđanskom vlastelinstvu Đule Veteranija, sina poginulog generala austrijske vojske Fridrika Veteranija. Njihovi potomci prodali su vlastelinstvo grofu Nepomuku Esterháziju, a ovaj se zadužio te mu je imanje dospjelo pod sekvestar. Njegov sin Kázmér često je pravio izlete u dolini Hunjor koja se nalazi u brdu iznad Karanca. On je 1779. dao sagraditi u selu kapelu koja je 1830. godine proširena u crkvu. To je današnja katolička crkva koje je popravljana 1878. i posvećena sv. Donatu.
Esterházi Kázmér je ipak bio prisiljen prodati vlastelinstvo koje je njegov otac zadužio. Vlastelinstvo je kupio vojvoda Georg Vilosh Schamburg von Lippe, čiji je sin Adolf zvani Firšli, prodao imanje 1916. godine mađarskoj agrarnoj i rentnoj banci u Budimpešti.
Za vrijeme srpske agresije na Hrvatsku, mjesto je bilo pod velikosrpskom okupacijom. Hrvatsko stanovništvo je bilo izloženo etničkom čišćenju (popis od 40 kuća po popisu četničkih vlasti, po kojemu ih se toliko trebalo "osloboditi" za srpske izbjeglice). Četnici su ubili 12 hrvatskih civila, a 4 članova jedne obitelji su ubili 17. listopada 1991.

## Kultura
U Karancu je rođen slikar Andor Weininger (Bauhaus).

## Poznate osobe
- Borivoj Novaković, nogometni publicist.

## Šport
- NK Polet Karanac

## Vanjske poveznice
- Zaboravljene hrvatske žrtve (3): Karanac – iz pismohrane Glasa Koncila  Arhivirana inačica izvorne stranice od 31. listopada 2007. (Wayback Machine)